# Геліболу
Геліболу́ (тур. Gelibolu) — місто та район у європейській частині Туреччини, входить до складу провінції Чанаккале.
Населення — 25 000 (2000, перепис). Розташоване на півострові Галліполі, поруч знаходиться протока Дарданелли.

## Калліполь
До 1354 року місто належало Візантії і носило назву Калліполь (грец. Καλλίπολις).
У 324 році біля берега відбувся морський бій Ліцинія з Криспом. За даними Феофана, у V столітті Аттіла просунувся на південь до самого Калліполя. Відомо, що Юстиніан I на випадок нових варварських навал розпорядився оточити місто стіною.
Потім дані про Калліполь майже відсутні аж до початку хрестових походів. Хрестоносці бачили у Калліполі стратегічний пункт для переправи в Азію. Під час Четвертого хрестового походу у Калліполі влаштувалися венеційці, однак вже у 1234 році латинян вигнав звідси Іоанн III Ватац.
При венеційцях переправа з Калліполя у Лампсак перевершила за популярністю древню переправу з Абідос у Сест. Разом з тим сильно зросло і значення порту, за який відтепер боролися найрізноманітніші політичні сили. У 1304 році Калліполь зробився базою Каталонської дружини, яка робила вилазки звідси на Фракію.
У 1331 році місто невдало намагалася захопити армія османів на чолі з Умур-Бігом, у 1352 році туркам скорилася прилегла фортеця Цімпе, а два роки по тому після землетрусу був захоплений і сам Калліполь. Він став першим містом, захопленим турками у Європі. У 1366 році його відвоював Амадей VI Савойський, проте імператор Андронік IV у 1376 році звелів повернути його султанові.

## При турках
Турки використовували Калліполь як плацдарм для завоювання Балканського півострова. Численні спроби венеційців (військові та дипломатичні) заволодіти портом не мали успіху.
Згідно з переписом 1878 року у місті та районі Галліполі проживало 98 тисяч греків і лише 35 тисяч мусульман, включаючи турків. У районі функціонували 97 грецьких шкіл.
З початком Першої світової війни почалися гоніння і етнічна чистка грецького населення.
Згідно з Севрським миром 1920 року, місто і район відходив до Греції. Грецька адміністрація повернула місту його давню назву Калліполіс (грец. Καλλιπολις).
Але згідно з Лозаннськими угодами 1923 року, Греція була змушена передати Східну Фракію, включаючи Галліполі, вже Турецькій республіці. У свою чергу, корінне грецьке населення було змушене переселитися до Греції.

## Відомі уродженці
- Софія Вембо (1910–1978) грецька співачка, муза Греції у італо-грецькій війні 1940–1941 років.